# The Dalek Invasion of Earth
The Dalek Invasion of Earth (L'Invasion Dalek de la Terre) est le dixième épisode de la première série de la série télévisée britannique de science-fiction Doctor Who, diffusé pour la première fois en six parties hebdomadaires du 21 novembre au 26 décembre 1964. Écrit par le scénariste Terry Nation, cet épisode marque le retour des Daleks dans la série ainsi que le départ de Carole Ann Ford, qui interprète Susan Foreman.

## Accroche
L'équipage du TARDIS se retrouve dans un Londres du XXIIe siècle calme et en ruines. Ils ne s'aperçoivent que bien trop tard que dans ce futur, la Terre a été envahie par les Daleks.

## Casting
- William Hartnell — Le Docteur
- Carole Ann Ford — Susan Foreman
- Jacqueline Hill — Barbara Wright
- William Russell — Ian Chesterton
- Bernard Kay — Carl Tyler
- Peter Fraser — David Campbell
- Alan Judd — Dortmun
- Ann Davies — Jenny
- Michael Goldie — Craddock
- Michael Davis — Thomson
- Richard McNeff — Baker
- Graham Rigby — Larry Madison
- Nicholas Smith — Wells
- Patrick O'Connell — Ashton
- Jean Conroy, Meriel Horson — La femme dans les bois
- Peter Hawkins, David Graham — Voix des Daleks
- Peter Badger, Martyn Huntley — Les Robomen
- Nick Evans, Robert Jewell, Kevin Manser, Peter Murphy, Gerald Taylor — Daleks
- Nick Evans — le Slyther

## Résumé

### The World's End
Un homme portant un étrange casque de métal se suicide en se jetant à la rivière juste avant que le TARDIS ne se matérialise à cet endroit. Le Docteur semble heureux d'avoir pu ramener Ian et Barbara à Londres, mais la ville semble étrangement calme. Avant qu'ils ne puissent savoir l'époque dans laquelle ils se trouvent, le pont au-dessous duquel se trouve le TARDIS s'effondre, le rendant inaccessible. En voulant observer la ville, Susan se foule la cheville et reste avec Barbara vers le TARDIS, pendant que le Docteur et Ian sont allés explorer les environs et trouvent un calendrier marqué de l'année 2164.
Barbara et Susan sont approchées par deux hommes inquiets de les savoir à découvert. Il les amènent dans une station du métro de Londres transformé en refuge pour résistants ; un de leurs hommes est ensuite chargé de ramener Ian et le Docteur ; hélas, ce dernier arrive trop tard et voit le Docteur et Ian se faire appréhender par des humains au comportement robotique, les Robomen. Voulant s'échapper, Ian et le Docteur se retrouvent face à un Dalek sortant de la Tamise.

### The Daleks
Devant la surprise du Docteur et de Ian, le Dalek les informe que son espèce a pris possession de la Terre et les capture afin qu'ils puissent subir un lavage de cerveau destiné à les transformer en Robomen. À l'héliport de Chelsea, ils sont témoins du meurtre d'un jeune rebelle avant d'être enfermés avec un homme du nom de Craddock dans une cellule se situant dans l'une des soucoupes des Daleks. À l'intérieur de la cachette de la résistance, Susan et Barbara font la connaissance des résistants : Dortmun, leur leader et créateur d'une bombe capable de détruire les Daleks ; Carl Tyler et David Campbell, deux jeunes garçons ; et Jenny, une jeune fille pessimiste, mais efficace.
Chacun de leur côté, les voyageurs du TARDIS apprennent que dix ans auparavant une pluie de météorites apporta une maladie qui supprima une grande partie de l'humanité. 6 mois plus tard, les humains étaient trop faibles pour réagir face à l'invasion des Daleks. Certains hommes furent tués, d'autres furent envoyés pour une raison inconnue miner des terrains dans le Bedfordshire, tandis que d'autres furent transformés en Robomen. La procédure pour transformer un homme en Roboman semble irréversible, et dépossédés de leur casque, ou après un certain temps, les Robomen deviennent fous et se suicident.
Alors que la résistance trouve un plan pour attaquer les soucoupes en se déguisant en Robomen, le Docteur et Ian trouvent une clé "Dalek" permettant d'ouvrir la porte de leur cachot par magnétisme. Hélas à peine sont-ils sortis de leur prison qu'ils sont repris, car il ne s'agissait pas d'une clé mais d'un test. Le Docteur est endormi et amené à une machine destinée à le changer en Roboman, alors que les résistants infiltrent la soucoupe.

### Day of Reckoning
L'attaque de la résistance est assez confuse : cela permet de libérer le Docteur, mais les bombes de Dortmun ne tuent que les Robomen sans affecter les Daleks. De plus, tous se retrouvent séparés. Ian se retrouve dans le vaisseau Dalek, qui conduit des prisonniers vers les colonies minières du Bedfordshire et y croise un Craddock transformé en Roboman, qui se tue une fois son casque enlevé. Ian fait la connaissance de Larry, un homme qui s'est introduit dans la navette afin de retrouver son frère fait prisonnier dans les mines.
Susan se retrouve avec David qui lui raconte qu'il se bat pour protéger la Terre au lieu de fuir comme d'autres, et donne à Susan l'impression qu'elle n'a pas vraiment de maison. Ils retrouvent le Docteur qui souhaitait retourner au TARDIS au plus vite, mais Susan réussit à le convaincre de rejoindre un groupe de résistants. Quant à Barbara, elle se retrouve avec Jenny et Dortmun à s'échapper des Daleks dans les rues désertes de Londres. Dortmun explique l'échec de sa précédente bombe par le fait que l'armure des Daleks est faite d'un alliage de métal inconnu sur Terre qu'il nomme le Dalekanium. Cherchant à tester lui-même les effets de la nouvelle bombe qu'il a modifiée sur les Daleks, et en profitant pour faire diversion, il sort mais se fait tuer sans que les Daleks ne subissent le moindre dommage.
Les Daleks ayant décidé de raser la ville, deux Robomen posent une bombe destinée à faire exploser Londres près de l'endroit où se cachent David, Susan et le Docteur, alors que la soucoupe dans laquelle se trouvent Ian et Larry atterrit.

### The End of Tomorrow
Alors que le Docteur s'évanouit, David parvient à rendre inoffensive la bombe des Daleks en utilisant l'acide d'une bombe de Dortmun. Au même moment Barbara et Jenny utilisent un camion qui pourrait les amener jusqu'aux mines du Bedfordshire. Lors de leur voyage, elles sont repérées par un vaisseau Dalek et forcées de quitter leur camion avant qu'il ne soit détruit par une soucoupe Dalek.
Ayant caché et laissé le Docteur se reposer, Susan et David se retrouvent à errer dans les égouts de la ville, infestés par les crocodiles échappés du zoo. Là, ils y retrouvent Tyler qui les aide. Susan est séduite par la volonté de David qui projette déjà de reconstruire le monde après la chute des Daleks.
Dans les mines, Ian et Larry, après avoir vu des hommes y être réduits en esclavage par les Robomen, se renseignent auprès d'un homme du nom de Wells, qu'ils sauvent des Robomen. Wells les amène à Ashton, un trafiquant qui revend de la nourriture contre des joyaux et connaîtrait un moyen de rejoindre Londres. Ashton ne semble pas très coopératif et sans avoir le temps de négocier, ils sont attaqués par un Slyther, une créature extraterrestre qui sert de chien de garde aux Daleks.

### The Waking Ally
S'échappant du Slyther dans un chariot, Ian et Larry se retrouvent au cœur des mines. Ils sont appréhendés par le frère de Larry, transformé en Roboman. Larry tue son frère dans un assaut suicide afin de pouvoir libérer Ian et les autres travailleurs de leur emprisonnement.
À Londres, le Docteur rejoint Tyler, David et Susan dans les égouts. Alors que le Docteur et Tyler partent en exploration, David et Susan flirtent ensemble, et s'embrassent.
Sur la route du Bedfordshire, Barbara et Jenny tombent sur deux femmes qui vivent dans la forêt. Les Daleks les laissent tranquilles car elles fabriquent des vêtements pour les mineurs. Alors que Barbara leur demande une nuit dans leur cabane, elles feignent d'accepter mais les dénonceront en fait aux Daleks contre de la nourriture. Emprisonnées dans la mine, Barbara et Jenny font croire aux Daleks qu'elles ont des informations importantes à leur transmettre. Elles sont alors emmenés auprès du Dalek Noir.
Dans la salle de commandement, les Daleks parlent de leur projet consistant à miner jusqu'au centre de la Terre et d'y installer un dispositif qui leur permettrait de déplacer la Terre comme un vaisseau spatial. Hélas, sans le savoir, Ian s'est caché à l'intérieur de la sonde destinée à faire exploser le centre de la Terre.

### Flashpoint
Ian parvient à arrêter la sonde de l'intérieur en arrachant quelques câbles ; les Robomen font alors remonter la sonde, et Ian réussit à en sortir.
Dans la salle principale, Barbara et Jenny voient les Daleks donner l'ordre aux Robomen de réunir tous les hommes travailleurs et de les regrouper pour les exterminer. Interrogées par le Dalek Noir, elles inventent un scénario abracadabrant avant d'être bloquées au mur par des pinces et forcées à voir l'humanité s'éteindre. Au même moment, le Docteur et Tyler parviennent à entrer dans la mine et à détruire les systèmes d'alarme. Ils réussissent à atteindre la salle de commande et à libérer Jenny et Barbara tandis que Susan et David créent des interférences qui paralysent les Daleks. Barbara profite de leur position pour imiter la voix des Daleks et ordonner aux Robomen de se retourner contre les Daleks. Une révolte ouverte a lieu.
Ian rejoint les autres et les informe que même si la sonde n'approchera pas le centre de la Terre, elle risque tout de même d'exploser. Tous quittent la mine, et l'explosion de la sonde provoque un fait inédit : une éruption volcanique en Angleterre. Celle-ci balaye les Daleks qui meurent tous. De retour à Londres, Susan est triste de devoir quitter David, qu'elle aime. Le Docteur l'a senti, et il lui refuse l'accès du TARDIS. Il estime qu'elle est devenue maintenant assez grande pour voler de ses propres ailes et lui promet de revenir un jour prochain. Susan reste quelques instants, triste, à l'endroit où le TARDIS était posé, puis part rejoindre son fiancé.

## Continuité
- C'est la première fois que l'on aperçoit les vaisseaux daleks.
- Ian est étonné de voir les Daleks car il pensait s'en être débarrassé lors des évènements racontés dans « The Daleks » mais le Docteur lui affirme qu'ils sont dans une époque se situant AVANT l'extermination des Daleks sur Skaro. Observant les Daleks se déplacer sur des routes, ils en concluent que les Daleks se sont adaptés, car sur Skaro ils ne pouvaient se déplacer que sur des routes contenant de l'électricité statique. Ici, les Daleks peuvent également se mouvoir dans l'eau.
- Dans le futur décrit dans cet épisode, la planète Terre semble comporter des stations lunaires, comme le souligne Craddock. De plus, l'année affichée par cet épisode reste volontairement incertaine : le fait que Ian trouve un calendrier de l'année 2164 dans une grange abandonnée ne veut pas forcément dire qu'il s'agit de l'année en cours.
- Les Daleks suivent un "contrôleur suprême", le Dalek Noir.
- Dortmun appelle le métal dans lequel est fait les Daleks de "Dalekanium". Cette substance sera réutilisée dans l'épisode « Day of the Daleks » et dans le jeu PC « Destiny of the Doctors » comme un explosif capable de détruire l'armure des Daleks. Dans l'épisode du 10e Docteur, « DGM : Dalek génétiquement modifié » les Daleks confirment eux-mêmes que le Dalekanium est le métal dans lequel est faite leur armure.
- Susan ne sera revue que dans l'épisode de 1983 « The Five Doctors » et ne fera jamais mention de sa vie avec David ou de sa vie depuis que le Docteur l'a quittée. Seules de nombreuses fictions audios, ainsi que des romans, traitent de ce sujet.
- Dans l'épisode du 10e Docteur « La Terre volée » les Daleks seront capables de transporter la Terre ainsi que 26 autres planètes à travers l'espace-temps. Le Docteur fera d'ailleurs la réflexion que "quelqu'un avait déjà essayé de transporter la Terre il y a très longtemps". Cela peut être une référence à cet épisode ou à l'épisode du sixième docteur "The Mysterious Planet", qui voit également le déplacement de la planète terre.
- Les Robomen ne sont pas anodins : ils évoquent une version brouillonne des Cybermen.
- Dans l'épisode plus tardif The Daleks' Master Plan, qui montre une autre tentative d'invasion de la Terre par les Daleks en l'an 4000, le Docteur suggère aux autorités terriennes de vérifier les archives de l'an 2164, en référence à cet épisode.